# Lingua palmirena
La lingua palmirena (o palmireno) era un dialetto aramaico occidentale parlato nei primi tre secoli dell'era cristiana nella città siriana di Palmira. Il palmireno presentava tuttavia influenze dell'aramaico orientale, dovute agli intensi rapporti commerciali che intercorrevano tra Palmira e la Mesopotamia.
Il palmireno era utilizzato nelle iscrizioni di Palmira dello stesso periodo; l'alfabeto palmireno, sviluppato dalle versioni corsive degli alfabeti aramaici, era un particolare tipo di alfabeto simile all'alfabeto ebraico quadrato.

## Galleria d'immagini

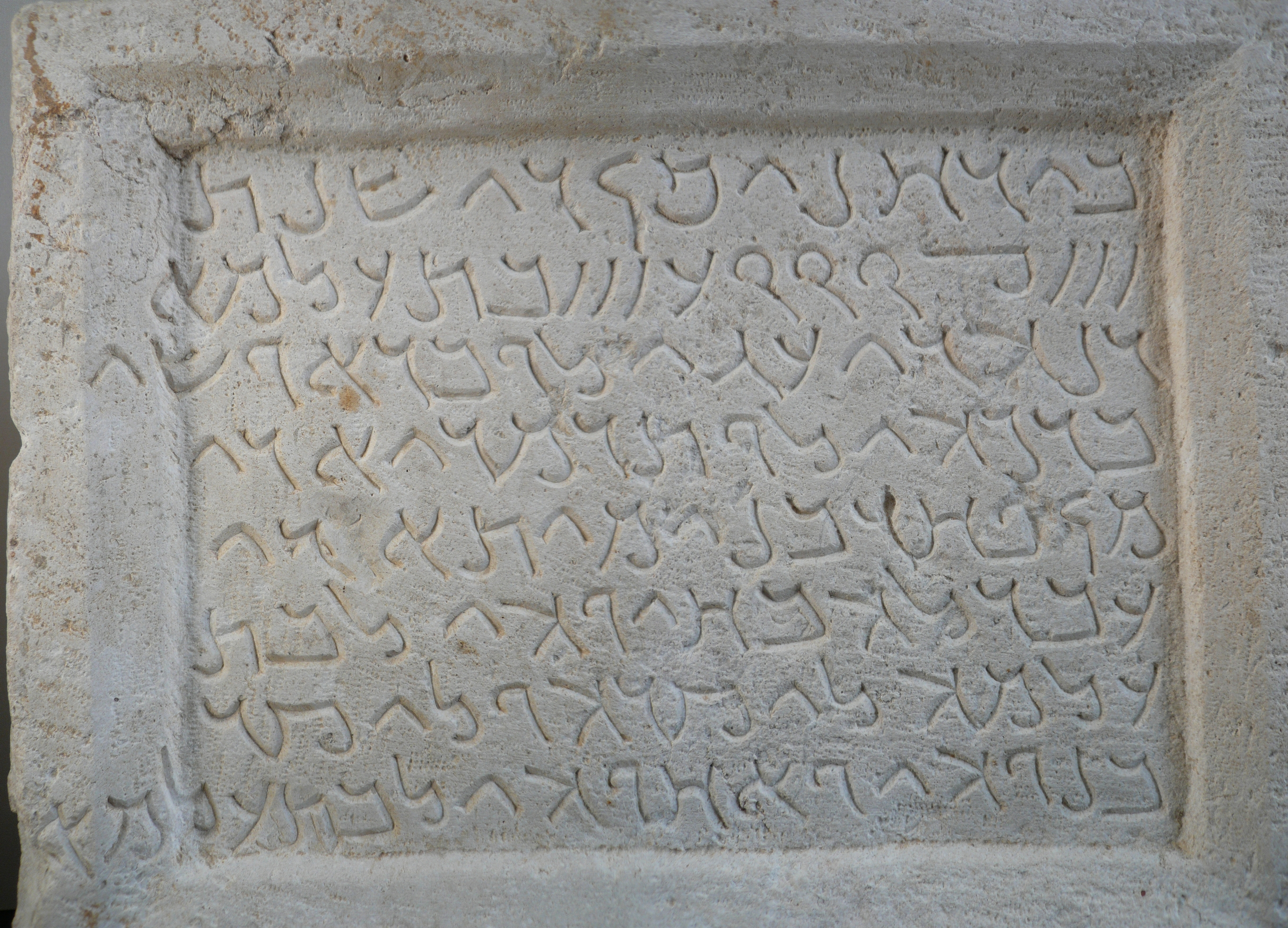
Epigrafe in palmireno (Museo del Louvre).
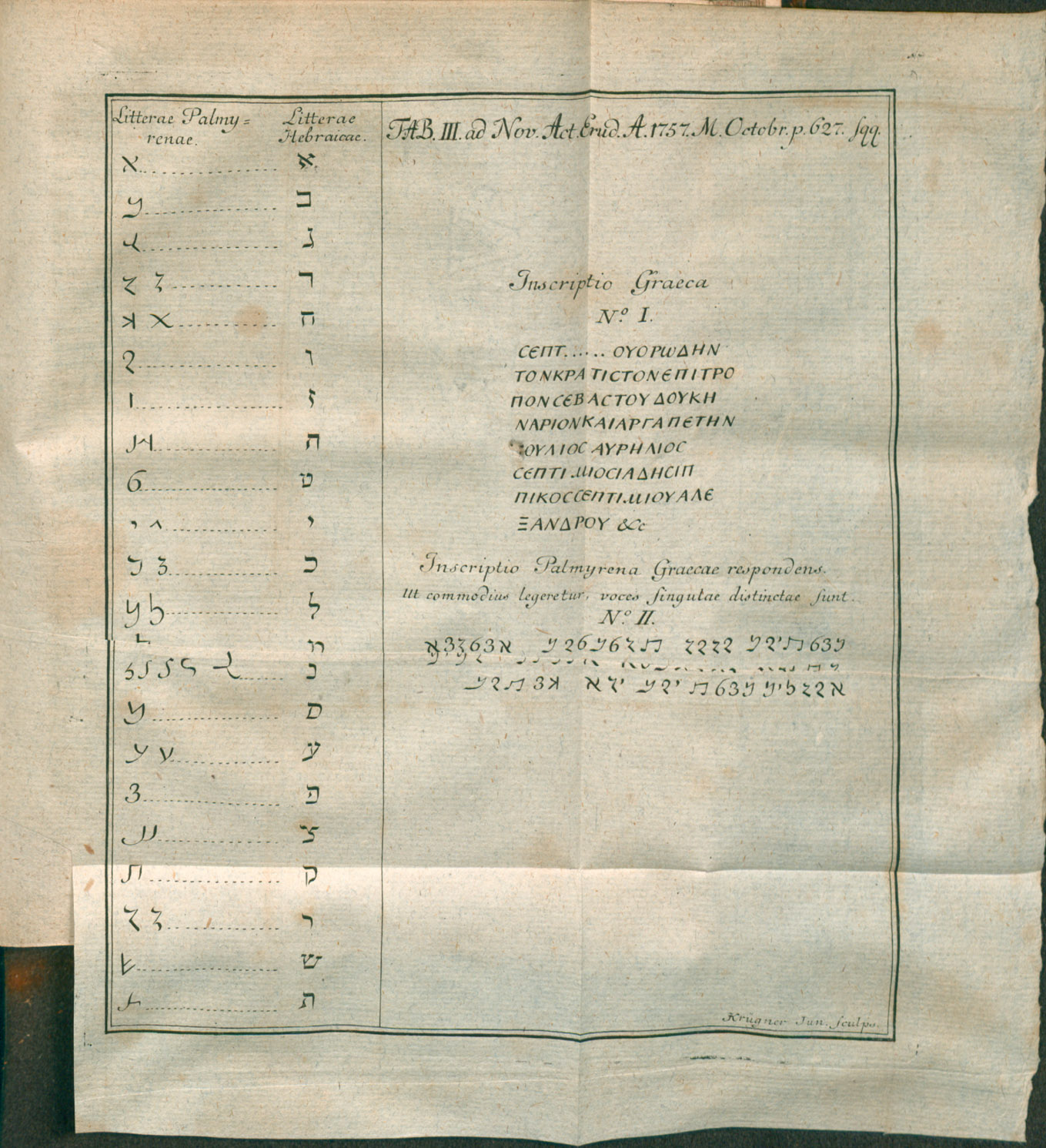
Raffronto tra alfabeto palmireno ed ebraico in una tavola degli Acta Eruditorum del 1757.